# Saint-Bardoux
 Saint-Bardoux  es una población y comuna francesa, en la región de Ródano-Alpes, departamento de Drôme, en el distrito de Valence y cantón de Romans-sur-Isère-1.

## Demografía
| 327 | 318 | 340 | 403 | 532 | 541 |
| Para los censos de 1962 a 1999 la población legal corresponde a la población sin duplicidades (Fuente: INSEE [Consultar]) |     |     |     |     |     |